# Alexis Santos
Alexis Manaças da Silva Santos (Lisboa, 23 de marzo de 1992) es un deportista portugués que compitió en natación. Ganó una medalla de bronce en el Campeonato Europeo de Natación de 2016, en la prueba de 200 m estilos.

## Palmarés internacional
| Campeonato Europeo | Campeonato Europeo    | Campeonato Europeo | Campeonato Europeo |
| Año                | Lugar                 | Medalla            | Prueba             |
| ------------------ | --------------------- | ------------------ | ------------------ |
| 2016               | Londres (Reino Unido) | Medalla de bronce  | 200 m estilos      |